# Connie Britton
Constance "Connie" Elaine Womack Britton (Boston, Massachusetts, 6 de marzo de 1967) es una actriz y cantante estadounidense de origen polaco.  Conocida por sus papeles en las series de televisión de Spin City (1996–2000), The West Wing (2001) y 24 (2006); ganó popularidad por su papel de Tami Taylor en Friday Night Lights (2006–2011) y por interpretar a Vivien Harmon en American Horror Story: Murder House (2011) y a Rayna Jaymes en Nashville (2012–2018). Otros trabajos importantes incluyen: Dirty John (2018–2019), 9-1-1 (2018) o The White Lotus (2021). 

## Primeros años
Connie Britton nació en Boston, Massachusetts, y es hija de Linda y Allen Womack, un físico. Cuando tenía siete años de edad, se mudó con sus padres y su hermana Cynthia a Lynchburg, Virginia, donde asistió a E.C. Glass High School.
Se especializó en Estudios asiáticos en Dartmouth College. Después de graduarse en 1989, se mudó a Nueva York, donde pasó dos años en Neighborhood Playhouse estudiando con Sanford Meisner.

## Carrera

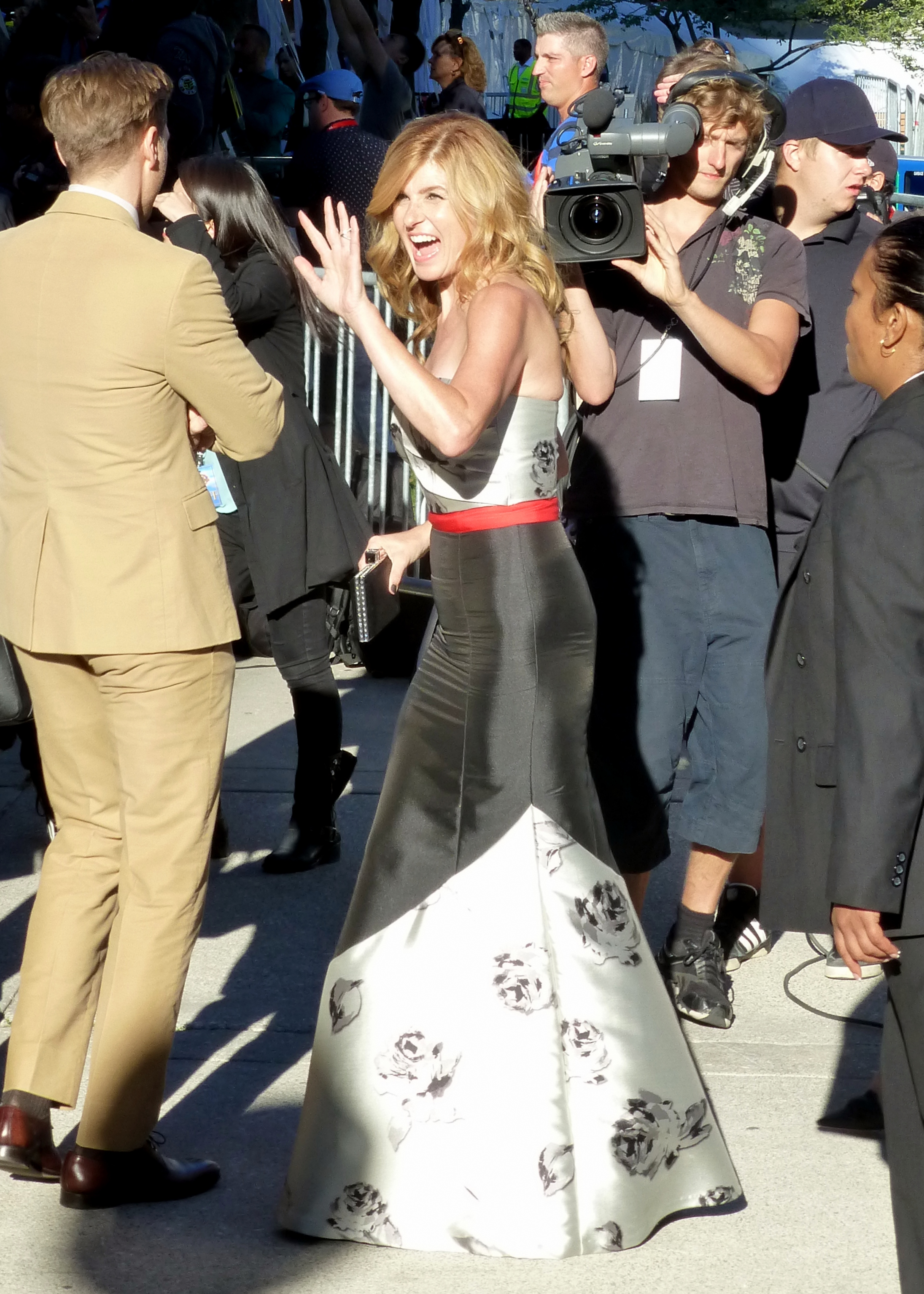
Connie Britton en el estreno de This Is Where I Leave You (2014 Toronto Film Festival)

Britton utiliza su apellido de casada para su nombre artístico, a pesar de haberse divorciado de su marido. En noviembre de 2011, adoptó a un niño etíope, Eyob "Yoby" Britton.
Mientras estudiaba en el Neighborhood Playhouse, Britton hizo su debut  teatral en Nueva York con The Early Girl de Caroline Kava. Después de graduarse, pasó dos años trabajando en el off-Broadway y se mudó a Los Ángeles después del éxito de The Brothers McMullen. En 2010 apareció en la película A Nightmare on Elm Street en el papel de Marge Thompson, la madre de Nancy.
En 2011 protagonizó junto a Jessica Lange y Dylan McDermott la serie de televisión American Horror Story, que fue creada por Ryan Murphy.
A partir de 2012 comienza a trabajar en la serie Nashville junto a Hayden Panettiere como la leyenda del country Rayna James. En febrero de 2017, tras cinco exitosas temporadas, decide repentinamente abandonar Nashville (en el capítulo 9 de la quinta temporada), lo que obligó a los guionistas a dar un giro inesperado a la serie.
Su participación en Nashville le ha llevado a tener una nominación en los Golden Globes de 2013.
En 2018, Britton interpretó a Abby Clark, la teleoperadora de la línea de emergencias 911, en la primera temporada de la serie de televisión de Fox 9-1-1, siendo su tercera colaboración con Ryan Murphy. El mismo año, regresó a American Horror Story para la octava temporada, Apocalypse.

## Vida personal
Britton usa su apellido de casada para su nombre artístico. Conoció al inversor bancario John Britton en Alpha Delta House en Dartmouth College. Se mudaron juntos a Manhattan en 1989, se casaron el 5 de octubre de 1991 y se divorciaron en 1995.
En 1993, Britton se unió a la New York Junior League y fue miembro de la clase provisional de voluntarios de 1993, donde enumeró su ocupación como "Actriz".
Mientras estaba en Dartmouth a finales de la década de 1980, Britton estudió chino y compartió piso en Beijing un verano con Kirsten Gillbrand, quien en 2009 se convertiría en senadora por el estado de Nueva York. En una entrevista de 2012 en NPR, Britton dijo de la experiencia: "Siempre quise ser actriz. Pero cuando fui a la universidad, tuve que cumplir con un requisito del idioma y por eso pensé que hablar chino me vendría genial. Mi chino hoy en día es real, realmente inestable. Digámoslo de esta manera: hoy por hoy, mi canto es mejor que mi chino".
Britton se mudó a Nashville, Tennessee en 2012 cuando firmó para protagonizar la serie musical de televisión de ABC/CMT Nashville. 
El 2 de abril de 2014, Britton se convirtió en la décimo Embajadora de Buena Voluntad del Programa de las Naciones Unidas para el Desarrollo, que es la agencia de la ONU que lucha contra el hambre. Su nombre se une al de otras celebridades como Antonio Banderas, Maria Sharapova, Zinedine Zidane y Ronaldo en el papel de embajadora de buena voluntad del PNUD. Centra sus actividades de promoción en erradicar la pobreza extrema, combatir la exclusión y fomentar la plena participación de las mujeres en la sociedad.
En junio de 2016, la Campaña de Derechos Humanos lanzó un video en homenaje a las víctimas del tiroteo en un club nocturno gay de Orlando en 2016.

## Filmografía

### Cine
| Año  | Título                                    | Rol                      | Notas        |
| ---- | ----------------------------------------- | ------------------------ | ------------ |
| 1995 | The Brothers McMullen                     | Molly McMullen           |              |
| 1998 | No Looking Back                           | Kelly                    |              |
| 2001 | One Eyed King                             | Helen Riley              |              |
| 2001 | The Next Big Thing                        | Kate Crowley             |              |
| 2004 | Looking for Kitty                         | Marcie Petracelli        |              |
| 2004 | Friday Night Lights                       | Sharon Gaines            |              |
| 2005 | Special Ed                                | Abi                      |              |
| 2005 | The Life Coach                            | Connie                   |              |
| 2006 | The Lather Effect                         | Valinda                  |              |
| 2006 | The Last Winter                           | Abby Sellers             |              |
| 2009 | Women in Trouble                          | Doris Hunter             |              |
| 2010 | A Nightmare on Elm Street                 | Dra. Gwendoline Holbrook |              |
| 2011 | Conception                                | Gloria                   |              |
| 2012 | Wing It Parenthood                        | Sharon Shoshonnesy       | Cortometraje |
| 2012 | Seeking a Friend for the End of the World | Diane                    |              |
| 2012 | The Fitzgerald Family Christmas           | Nora Fitzgerald          |              |
| 2013 | Angels Sing                               | Susan Walker             |              |
| 2013 | The To Do List                            | Jean Klark               |              |
| 2014 | This Is Where I Leave You                 | Tracy Sullivan           |              |
| 2015 | Me and Earl and the Dying Girl            | Mrs. Gaines              |              |
| 2015 | American Ultra                            | Victoria Lasseter        |              |
| 2017 | Beatriz at Dinner                         | Kathy                    |              |
| 2017 | Professor Marston and The Wonder Women    | Josette Frank            |              |
| 2018 | The Land of Steady Habits                 | Barbara                  |              |
| 2019 | The Mustang                               | Psicóloga                |              |
| 2019 | Fair and Balanced                         | Beth Ailes               |              |
| 2020 | Promising Young Woman                     | Dean Elizabeth Walker    |              |
| 2020 | Joe Bell                                  | Lola Bell                |              |

### Televisión
| Año       | Título                                            | Rol                | Notas                              |
| --------- | ------------------------------------------------- | ------------------ | ---------------------------------- |
| 1995–1996 | Ellen                                             | Heather            | 3 episodes                         |
| 1995      | Pins and Needles                                  | Cammie Barbash     | Unsold television pilot            |
| 1998      | Cupid                                             | Madeleine          | Episode: "Pilot"                   |
| 1996      | Escape Clause                                     | Leslie Bullard     | Television film                    |
| 1996–2000 | Spin City                                         | Nikki Faber        | 100 episodes                       |
| 2000–2001 | The Fugitive                                      | Maggie Kimble Hume | 3 episodes                         |
| 2001      | The Fighting Fitzgeralds                          | Sophie Fitzgerald  | 10 episodes                        |
| 2001      | The West Wing                                     | Connie Tate        | 4 episodes                         |
| 2001      | Child Star: The Story of Shirley Temple           | Gertrude Temple    | Television film                    |
| 2003      | Lost at Home                                      | Rachel Davis       | 6 episodios                        |
| 2005      | Life as We Know It                                | Dianne             | Episodio: "Papa Wheelie"           |
| 2006      | 24                                                | Diane Huxley       | 6 episodes                         |
| 2006–2011 | Friday Night Lights                               | Tami Taylor        | 76 episodios                       |
| 2011      | American Horror Story: Murder House               | Vivien Harmon      | 12 episodios                       |
| 2012–2018 | Nashville                                         | Rayna Jaymes       | 98 episodios                       |
| 2013      | Drunk History                                     | Patricia Shaheen   | Episodio: "Boston"                 |
| 2014      | Family Guy                                        | Ella misma(voz)    | Episodio: "Baking Bad"             |
| 2016      | The People v. O. J. Simpson: American Crime Story | Faye Resnick       | 2 episodios                        |
| 2017      | American Dad!                                     | Ella misma(voz)    | Episodio: "Whole Slotta Love"      |
| 2017      | SMILF                                             | Ally               | 2 episodios                        |
| 2018/2020 | 9-1-1                                             | Abby Clark         | 12 episodios                       |
| 2018      | American Horror Story:Apocalypse                  | Vivien Harmon      | Episodio: "Return to Murder House" |
| 2018      | Dirty John                                        | Debra Newell       | 8 episodios                        |
| 2021      | The White Lotus                                   | Nicole             | 6 episodios                        |
| 2023      | Dear Edward                                       | Dee Dee            | 10 episodios                       |
| 2025      | Zero Day                                          | Valerie Whitesell  | Miniserie                          |
| 2025      | Overcompensating                                  | Kathryn            | 4 episodios                        |

## Premios y nominaciones
Premios Primetime Emmy
| Año  | Trabajo                             | Categoría                                       | Resultado | Ref.   |
| ---- | ----------------------------------- | ----------------------------------------------- | --------- | ------ |
| 2010 | Friday Night Lights                 | Mejor actriz - Serie dramática                  | Nominada  | [ 20 ] |
| 2011 | Friday Night Lights                 | Mejor actriz - Serie dramática                  | Nominada  | [ 21 ] |
| 2012 | American Horror Story: Murder House | Mejor actriz - Miniserie o telefilme            | Nominada  | [ 22 ] |
| 2013 | Nashville                           | Mejor actriz - Serie dramática                  | Nominada  | [ 23 ] |
| 2022 | The White Lotus                     | Mejor actriz de reparto - Miniserie o telefilme | Nominada  | [ 24 ] |

Premios Globo de Oro
| Año  | Trabajo    | Categoría                             | Resultado | Ref.   |
| ---- | ---------- | ------------------------------------- | --------- | ------ |
| 2018 | Dirty John | Mejor actriz de miniserie o telefilme | Nominada  | [ 25 ] |